# قطعنامه ۲۰۱۴ شورای امنیت
قطعنامه ۲۰۱۴ شورای امنیت سازمان ملل متحد که در تاریخ ۲۱ اکتبر ۲۰۱۱ تصویب شد، سندی بین‌المللی دربارهٔ بررسی وضعیت یمن است. این قطعنامه طی نشست ۶۶۳۴ام با ۱۵ رای موافق، ۰ مخالف و ۰ ممتنع تصویب شد.